# Aonidomytilus brachystegiae
Aonidomytilus brachystegiae är en insektsart som först beskrevs av Hall 1928.  Aonidomytilus brachystegiae ingår i släktet Aonidomytilus och familjen pansarsköldlöss.
Artens utbredningsområde är Zimbabwe. Inga underarter finns listade i Catalogue of Life.